# 末岡外美夫
末岡 外美夫 （すえおか とみお、Tomio SUEOKA、男性、1931年〈昭和6年〉 - 2002年〈平成14年〉）は、日本のアイヌの星の伝承の研究者、執筆者。アマチュア天文家。
著作に『アイヌの星』『人間達(アイヌタリ)のみた星座と伝承』など。北海道旭川市生まれ。

## 生涯
北海道旭川市出身。アイヌの古老から伝承を採録し研究。野尻抱影に絶賛され、氏の改訂版『日本の星』に紹介されている。

## 略歴
- 1931年〈昭和6年〉 北海道旭川市に生まれる[1]
- 1944年〈昭和19年〉12歳、旭川中央国民学校で義務教育修了。福山航空機乗員養成所六期生となる[1]
- 1945年〈昭和20年〉14歳、海軍上等飛行兵曹で終戦。旭川第二工業（土木課）へ復学[1]
- 1949年〈昭和24年〉17歳、現在の旭川東高等学校を卒業[1]
- 1979年〈昭和54年〉10月　48歳、著作　旭川叢書第12巻『アイヌの星』発刊
- 2002年〈平成14年〉2月　70歳没[1]
- 2009年〈平成21年〉1月　遺稿『人間達(アイヌタリ)のみた星座と伝承』を関係者が発刊[1]
- 2021年〈令和3年〉　NHKのコズミックフロント「スターゲイザー 〜受け継がれる星の記憶〜」で紹介される（初回放送日: 2021年12月23日）[2]
- 2022年〈令和4年〉　NHKの北海道道「星降る夜に～アイヌの星物語～」で紹介される（初回放送日：2022年3月4日）[3]

## 著書
- 『北方の神話と星』
- 末岡外美夫　旭川叢書第12巻『アイヌの星』　旭川振興公社、1979年10月
- 末岡外美夫　『人間達(アイヌタリ)のみた星座と伝承』　私家版、2009年1月